# Aaron North
Aaron Wright North (1979. március 22.) a Nine Inch Nails amerikai együttes gitárosa, korábban a The Icarus Line punkegyüttes tagja.
Saját szavaival (egy 2005-ös NIN kérdezz-felelek alapján): „Én vagyok a legfiatalabb és a legalacsonyabb a zenekarban. Azt hiszem, én fingok a legkevesebbet is. Szeretem a vaníliaturmixot, az egyszarvúakat, és a sötét, underground német speed metal lemezeket…” Különösen kedveli a Hagström gitárokat, a Nine Inch Nails The Hand that Feeds című videóklipjében is egy ilyen gitáron játszik. North kaotikus és szokatlan gitározási stílusának ismertetőjegyei a feedback előidézése és használata, és vad hadonászás a gitárjával koncertek alatt.
Trent Reznor így nyilatkozott North meghallgatásáról a NIN számára:
„Megjelenik, szarul néz ki, ócska a felszerelése, úgy néz ki, mintha csak most kelt volna fel, és be akarok húzni neki egyet, de aztán Aaron játszani kezd, és az első hang már olyan, hogy 'Te vagy az a srác'. Nem próbált az lenni, aki én, és úgy játszani, ahogy én játszom. Játszott és káosz jött belőle. Rögtön valami mássá változtatta a zenekart.”
2002-ben North bekerült a zenei élet vezető hírei közé a Texas állambeli Austinben található Hard Rock Cafe-ban tartott Icarus Line koncert után, ahol „kiszabadított” egy gitárt, amely egykor Stevie Ray Vaughané volt. Betörte a védő szekrényét egy mikrofonállvány aljával, kivette, megpróbálta az erősítőjéhez csatlakoztatni, de akkor gyorsan megállították a biztonsági őrök. Az incidens azt eredményezte, hogy North számos halálos fenyegetést kapott a felháborodott texasiaktól.
A North és Travis Keller tulajdonában lévő Buddyhead talán a pletyka rovatáról hírhedt leginkább (egy híresség sincs biztonságban, még a telefonszámaik sem). A Buddyhead egy lemezkiadó cég is, amihez olyan együttesek szerződtek le többek közt, mint a Wires on Fire, a Modwheelmood, a The Cassettes, a Burning Brides, a Dillinger Escape Plan és az Ink & Dagger.
2005-ben North gitárosként fellépett a Queens of the Stone Age néhány koncertjén. North vendégszerepelt a zenekar különböző akusztikus „in-store” (lemezboltban tartott) fellépésén, és két „rendes” koncerten Los Angelesben.
2006 júliusában Aaront (a Nine Inch Nails mellett) beperelte egy wisconsini biztonsági őr, Mark LaVoie. A vád szerint North „szándékosan, és erőszakosan” sérülést okozott az őrnek, a Nine Inch Nails fellépése alatt az Alliant Energy Centerben 2005. október 13-án.